# 雅克·奧舍爾
雅克·奧舍爾（法語：Jacques Auscher，1837年2月20日—1924年3月31日），出生於法國下萊茵省的上勞特巴克，是已故的猶太教的首席拉比。

## 生平
他於1859年在法國猶太神學院完成拉比的訓練，畢業後就在聖艾蒂安擔任拉比，1865年時成為貝桑松的首席拉比，自此牧養43年直到1908年退休。

## 受獎
- 法國榮譽軍團勳章
- 學術棕櫚勳章